# Michel Deguy
Pour les articles homonymes, voir Deguy.
Michel Deguy, né le 23 mai 1930 à Draveil et mort le 16 février 2022 à Paris 5e, est un poète, traducteur et essayiste français, fondateur et rédacteur en chef de la revue Po&sie. Il est à la fois poète et philosophe, ne séparant pas la poésie d'une pensée critique sur le monde. Il est aussi enseignant, et traverse en tant qu'enseignant la période particulièrement animée et riche en remise en cause, en milieu étudiant, de mai 1968.

## Biographie

### Formation
Né en 1930,, il effectue ses études au lycée Pasteur de Neuilly-sur-Seine, puis au lycée Louis-le-Grand. Il devient Agrégé de philosophie en 1953.

### Carrière
Il enseigne une dizaine d’années dans plusieurs lycées parisiens. Il a été ainsi professeur au lycée Buffon, en même temps que Maurice Clavel dans les années 1960, au lycée Claude-Bernard, au lycée Pasteur de Neuilly-sur-Seine, où il avait été élève, en classe de Lettres supérieures. Pendant une trentaine d'années, il intervient ensuite au Centre universitaire de Vincennes, peu de temps après mai 1968, puis à l'université Paris VIII. En 1969, il participe au séminaire du Thor, organisés en Provence par René Char, avec, en invité, Martin Heidegger. Il devient professeur émérite de lettres de cette université. Michel Deguy participe par ailleurs aux revues Critique (« Conseil de rédaction ») et Les Temps modernes. Proche de Jacques Derrida, il préside de 1989 à 1992 le Collège international de philosophie et, de 1992 à 1998, la Maison des écrivains.
Traducteur, il participe (avec François Fédier) à la traduction de l'essai du penseur allemand Martin Heidegger Approche de Hölderlin (Gallimard, 1962).
Invité par Claude Gallimard, Michel Deguy fait partie du comité de lecture des éditions Gallimard de 1962 à 1987.
Rédacteur en chef de la revue Po&sie, qu'il crée en 1977 avec Jacques Roubaud, il dirige le cipM de 1997 à 1999.
En 1962, il reçoit le prix Max-Jacob, en 1998, le grand prix national de la poésie, en 2000, le grand prix de poésie de la SGDL (Société des gens de lettres), en 2004, le grand prix de poésie de l'Académie française et en 2021 le prix Guez de Balzac de l'Académie française.
Il était le mari de Monique Deguy (née Brossollet), décédée en 1994. Il a consacré un ouvrage à ce deuil : À ce qui n'en finit pas publié en 1995. Il est le père de la comédienne Marie-Armelle Deguy.
En 2012, avec plusieurs autres intellectuels, il signe une tribune dans Le Monde en faveur du candidat à la présidentielle François Hollande, intitulée « Pourquoi il faut voter François Hollande » et dans laquelle il développe les « raisons impératives d'élire François Hollande président de la République ».
Il meurt en 2022,.

## Œuvres
- Les Meurtrières, Paris, Pierre-Jean Oswald, 1959, 63 p.
- Fragment du cadastre, Paris, Gallimard, coll. « Le Chemin », 1960, 156 p.
- Poèmes de la presqu’île, Paris, Hermann, coll. « Le Chemin », 1961, 149 p.
- Le Monde de Thomas Mann, Paris, Plon, 1962, 168 p.
- Biefs : poèmes, Paris, Gallimard, coll. « Blanche », 1964, 164 p.
- Actes, Paris, Gallimard, coll. « Le Chemin », 1966. 301 p.
- Ouï dire, Paris, Gallimard, coll. « Blanche », 1966, 109 p. Réédité avec une préface d’Alain Bonfand, Paris, La Différence, coll. « Orphée », (136), 1992, 127 p.
- Histoire des rechutes, Paris, Éditions Promesse, coll. « Diptyque », 1968, 33 p. Gravures de Enrique Zañartu.
- Figurations : poèmes, propositions, études, Paris, Gallimard, coll. « Le Chemin », 1969, 272 p.
- Poèmes 1960-1970, préface d’Henri Meschonnic, Paris, Gallimard, coll. « Poésie », (90), 1973, 143 p. ; réédité en 1998
- Tombeau de Du Bellay, Paris, Gallimard, coll. « Le Chemin », 1973, 234 p., réédité en 1989
- Coupes, Luxembourg, Origine, coll. « Le Verger », (18), 1974, 33 p. Poèmes de M. Deguy accompagnés de leur traduction italienne par Luigi Mormino et d’une linogravure de Jorge Perez-Roman.
- Interdictions du séjour, Paris, L’Énergumène, 1975, 38 p. Avec des quasi-citations de Thomas Hardy, Schlesinger, Benveniste, Homère, Mallarmé, Aristote, G. Iommi, Suétone, Kierkegaard, Kafka, Villon et Pernette du Guillet.
- Reliefs, Paris, Éditions D’atelier, 1975, 143 p.
- Abréviations usuelles, Malakoff, Orange Export Ltd, coll. « Chutes », 1977 [s.n.]
- Jumelages, suivi de Made in USA : poèmes, Paris, Le Seuil, coll. « Fiction & Cie », 1978, 232 p.
- Vingt poètes américains, Paris, Gallimard, coll. « Du monde entier », 1980, 495 p. [éd. bilingue]
- Donnant, Donnant : cartes, airs, brevets, Paris, Gallimard, coll. « Le Chemin »), 1981, 140 p.
- La Machine matrimoniale ou Marivaux, Paris, Gallimard, coll. « Le Chemin », 1982, 292 p., avec une bibliographie Réédité en 1986 dans la coll. « Tel » (110), 319 p.
- René Girard et le problème du Mal, Paris, Grasset, 1982, 333 p.
- Gisants. Poèmes, Paris, Gallimard, 1985, 139 p., Prix Mallarmé
- Brevets, Seyssel, Champ Vallon, coll. « Recueil », 1986, 260 p.
- Choses de la poésie et affaire culturelle, Paris, Hachette, 1986, 220 p.
- Poèmes II. 1970-1980, Paris, Gallimard, coll. « Poésie », (205), 1986, 183 p., postface de l’auteur
- La poésie n’est pas seule : court traité de poétique, Paris, Le Seuil, coll. « Fiction & Cie », (99), 1987, 185 p.
- Le Comité. Confessions d’un lecteur de grande maison, Seyssel, Champ Vallon, 1988, 206 p.
- Du sublime, Paris, Belin, 1988, 259 p.
- Arrêts fréquents, Paris, A. M. Métailié, coll. « L’Élémentaire », 1990, 119 p.
- Au sujet de Shoah, le film de Claude Lanzmann, Paris, Belin, coll. « L’Extrême contemporain », 1990, 316 p.
- L’Hexaméron : il y a prose et prose Avec Michel Chaillou, Florence Delay, Natacha Michel, Denis Roche et Jacques Roubaud), Paris, Le Seuil, coll. « Fiction & Cie », 1990, 126 p.
- Aux heures d’affluence. Poèmes et proses, Paris, Le Seuil, coll. « Fiction & Cie », 1993, 200 p.
- À ce qui n’en finit pas. Thrène, Paris, Le Seuil, coll. « La Librairie du XXe siècle », 1995 [s.n.]
- À l’infinitif, Paris, Éditions La Centuplée, 1996, 56 p.
- Le poète que je cherche à être, Cahier Michel Deguy sous la direction d'Yves Charnet, La Table Ronde / Belin, nov. 1996
- L’Énergie du désespoir, ou d’une poétique continuée par tous les moyens, Paris, PUF, coll. « Les essais du Collège international de Philosophie », 1998, 119 p.
- Gisants. Poèmes III. 1980-1995, Paris, Gallimard, coll. « Poésie », 1999, 239 p.
- La Raison poétique, Paris, Galilée, coll. « La Philosophie en effet », 2000, 221 p.
- Spleen de Paris, Paris, Galilée, 2000, 54 p.
- L’Impair, Tours, Farrago, 2001, 155 p.  (ISBN 978-2-84490-016-6)
- Poèmes en pensée, Bordeaux, Le Bleu du ciel, 2002, 59 p. Contient « Motifs pour un poème » d’Alain Lestié.
- Un homme de peu de foi, Paris, Bayard, 2002, 216 p.
- L’Amour et la vie d’une femme, Bordeaux, Le Bleu du ciel, juillet 2004, non paginé, hors commerce
- Chirurgie esthétique, Michel Deguy/Bertrand Dorny, 12 ex. photocopiés, accompagnés de collages originaux de Bertrand Dorny, Paris, Galerie Thessa Herold, 2004, 12 p. Comprend de nombreux textes de Deguy sur les œuvres représentées dans le catalogue : La Fête Ici, La Cervelle, Pourquoi ne pas Bertrand… Pour Bertrand Dorny, Au gué du bois flotté… Topomorphoses, Vitrines, Musée manipulé, Architectures.
- Au jugé, Paris, Galilée, 2004, 213 p.
- Sans retour. Être ou ne pas être juif, Paris, Galilée, 2004, 134 p.
- Recumbents: poems. With « How to name » by Jacques Derrida, translations, foreword, and notes by Wilson Baldridge, Middletown, Wesleyan University Press, 2005, 236 p.
- Le Sens de la visite, Paris, Stock, coll. « L'Autre Pensée », 2006, 353 p.
- Des poètes français contemporains, avec Robert Davreu et Hédi Kaddour, Éditions ADPF, Paris, 2006, 130 p.
- Réouverture après travaux, frontispice de Valerio Adami, Paris, Galilée, 2007, 271 p.
- Desolatio, Paris, Galilée, 2007, 97 p.
- Grand cahier Michel Deguy, collectif coordonné par J.-P. Moussaron, Coutras, éd. Le Bleu du ciel, 2007, 334 p. En appendice Meurtrières de M. Deguy ; bibliographie p. 330-334.
- La Fin dans le monde, Paris, Hermann, coll. « Le Bel Aujourd'hui », 2009, 232 p.
- L’État de la désunion, Paris, Galaade, 2010, 48 p.
- Écologiques, Paris, Hermann, coll. « Le Bel Aujourd'hui », 2012, 260 p.
- La Pietà Baudelaire, Paris, Belin, coll. « L'extrême contemporain », 2013, 160 p.
- La Vie subite, Paris, Galilée, 2016, 240 p.
- L’Envergure des comparses: écologie et poétique, Paris, Hermann, coll. « Le Bel Aujourd'hui », 2017, 175 p.
- Poèmes et Tombeau pour Yves Bonnefoy, La robe noire, 2018, 102 p.
- L’Amitié avec Claude Lanzmann, La Rumeur libre, 2019, 96 p.
- La Commaison, éd. L'extrême contemporain, postface de Martin Rueff, 2022, 199 p.

## Prix et distinctions

### Prix littéraires
- 1961 : Prix Fénéon pour Fragments du cadastre
- 1962 : Prix Max-Jacob pour Poèmes de la presqu'île
- 1989 : Grand prix national de la poésie
- 2000 : Grand prix de poésie de la SGDL
- 2004 : Grand prix de poésie de l'Académie française
- 2020 :  Prix Goncourt de la poésie Robert Sabatier[10]
- 2021 : Prix Guez de Balzac de l'Académie française[7]

### Décorations
- Commandeur de l'ordre des Arts et des Lettres (11 décembre 1997)[11]